# Laurent Bouzereau
Laurent Bouzereau, né en 1962, est un cinéaste français qui s'est spécialisé dans la production et la réalisation de making of de films, pour les suppléments DVD (Le Pont de la rivière Kwaï, Taxi Driver, Scarface, Le Crime de l'Orient-Express, etc.). Il s'est plus particulièrement concentré sur les making of des films de Steven Spielberg (Rencontres du troisième type, 1941, E.T. l'extra-terrestre, La Couleur pourpre, Le Terminal, etc.).

## Filmographie
- 1995 - The Making of Steven Spielberg's "Jaws" - making-of du  film Les Dents de la mer de Steven Spielberg
- 2000 - All About "The Birds" - making-of du  film Les Oiseaux d'Alfred Hitchcock
- 2000 - Saboteur: A Closer Look - making-of du  film Cinquième Colonne d'Alfred Hitchcock
- 2001 - Plotting "Family Plot" - making-of du  film Complot de famille d'Alfred Hitchcock
- 2001 - making-of du  film Fenêtre sur cour d'Alfred Hitchcock
- 2008 - Boys in the band : documentaries - documentaire sur le film Boys in the band de William Friedkin.
- 2012 - Roman Polanski : A film memoir - documentaire
- 2016 - Les secrets du Réveil de la Force - Un voyage cinématographique - making of pour supplément DVD / Blu Ray du Film Le Réveil de la Force de J.J Abrams
- 2017 - Five Came Back - Analyse le travail de cinq réalisateurs de Hollywood pendant la seconde guerre mondiale[1].
- 2024 : Faye - documentaire sur l'actrice Faye Dunaway avec sa participation
- 2024 : Music by John Williams - documentaire sur le compositeur John Williams (Disney+)